# Sharks (album)
Sharks è un album studio del gruppo musicale britannico UFO, pubblicato nel 2002 dalla Steamhammer Records.

## Tracce
1. Outlaw Man – 4:03
2. Quicksilver Rider – 4:09
3. Serenity – 6:24
4. Deadman Walking – 4:33
5. Shadow Dancer – 4:50
6. Someone's Gonna Have To Pay – 5:31
7. Sea Of Faith – 5:51
8. Fighting Man – 4:32
9. Perfect View – 4:08
10. Crossing Over – 4:49
11. Hawaii (strumentale) – 0:43

## Formazione

### Ufficiale
- Phil Mogg - voce
- Michael Schenker - chitarra
- Kevin Carlson - tastiere
- Pete Way - basso
- Aynsley Dunbar - batteria

### Altri musicisti
- Jesse Bradman - cori
- Luis Maldonado - cori
- Mike Varney - chitarra, produzione

### Cast tecnico
- Steve Fontano - ingegneria del suono, masterizzazione, missaggio, produzione
- Tim Gennert - masterizzazione
- Pat Johnson - fotografia